# Несамовитое
Несамовитое (укр. Несамовите — Неистовое) — это одно из высокогорных озёр Украинских Карпат (1750 м над уровнем моря). Расположено в пределах Надворнянского района Ивано-Франковской области.

## Описание
Лежит в пределах Карпатского национального парка, в ледниковом каре (впадине) на восточных склонах горы Туркул (массив Черногора).
Длина озера 88 м, ширина 45 м. Глубина по всей площади колеблется в пределах 1-1,5 м. Ледникового происхождения. Питается преимущественно атмосферными осадками. Зимой замерзает. Дно у южных берегов покрыто валунами, в северной части распространены песчано-илистые отложения.
Южный и западный берег каменистый: на него осыпаются продукты распада скального склона. Морена (слой породы, которую собрал на своем пути ледник) вдоль противоположного берега покрыта субальпийскими лугами, здесь растут Сосна стланиковая европейская (жереп) и можжевельник. Неистовое в последние годы интенсивно зарастает осокой.
Туристы часто оставляют на берегу или бросают в воду мусор, что способствует быстрому загрязнению экосистемы озера и роста водных растений.
Поверхностного стока озеро не имеет, но ниже мореного вала вытекает несколько ручьев — притоков Прута.

## Интересные факты
- Формой озеро несколько напоминает Антарктиду
- Некоторые пособия по географии утверждают, что Неистовое расположено в пределах Закарпатской области. Но тот факт, что озеро лежит на северо-восток от главного гребня Черногорского хребта (по которому проходит административная граница между Закарпатской и Ивано-Франковской областями), свидетельствует, что оно относится к Ивано-Франковской области . Это также подтверждают современные карты.